# 키스락
키스락은 2011년 탄생한 환상 속의 음악 밴드이다. 낭만의 스토리를 바탕으로 음악을 전개시키며, 밴드 구성원들도 모두 캐릭터로만 이루어졌다. 독특한 사운드 제조 기법으로 대중 음악의 고급화를 추구하고 있다. 데뷔곡은 Let Me Snow이다.